# 巨人 (オペラ)

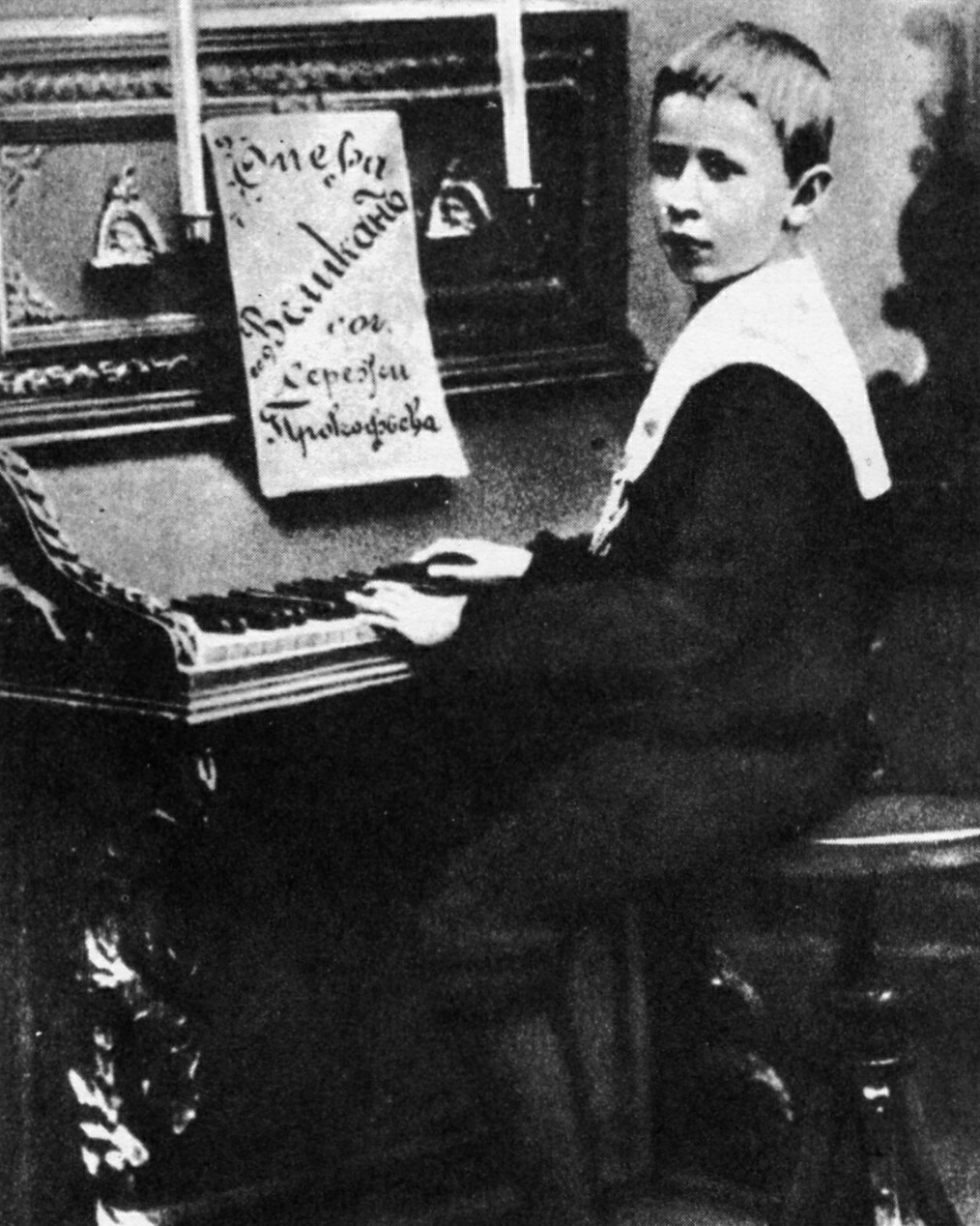
『巨人』の楽譜を前に座る8歳のプロコフィエフ。

『巨人』（きょじん、ロシア語: Великан）は、セルゲイ・プロコフィエフが作曲した3幕構成のオペラ。全12ページのこの作品は、9歳になる彼が家族で上演するために書いたものである。

## 作曲の経緯
1899年、8歳になるプロコフィエフは既に目覚ましい音楽の才能を示し、複数のピアノ曲を作曲していた。両親に連れられて訪れたモスクワで、初めてオペラを耳にすることになる。この時に観劇したのはボロディンの『イーゴリ公』やグノーの『ファウスト』だった。自分もオペラを書きたいと熱望した彼は3幕6場のリブレットを書き上げた。彼がこれに合わせて考案した音楽は母親の助けを借りて編曲された。筋書きは彼が友人のエゴルカ（Egorka）、ステーニャ（Stenya）と一緒に遊んでいた子どもの遊戯から作り上げられており、2人の名前は登場人物名としてそのまま残されている。翌年、プロコフィエフのおじのひとりが所有するカルーガに程近い地所で家族の手によって第1幕が初演された。おばのタチヤナ（Tatiyana）がタイトル・ロールを演じ、プロコフィエフといとこ達が他の主要な役を務めた。これ以外に上演の記録は残されていない。

## 配役
| 役名                         | 声域 | 初演の配役 1901年夏、第1幕のみ 監督：セルゲイ・プロコフィエフ - ピアノ伴奏：アンドレイ・ラエヴスキー |
| ---------------------------- | ---- | --- |
| 巨人                         |      | タチヤナ・ラエヴスカア（Raevskaa）                                                                   |
| セルゲーエフ                 |      | セルゲイ・プロコフィエフ                                                                             |
| ウスティニア、ヒロイン       |      | カティア・ラエヴスカア                                                                               |
| エゴロフ、セルゲーエフの友人 |      | シューラ・ラエヴスキイ（Shura Raevskiy）                                                             |
| 王                           |      | - ラエヴスキイ                                                                                       |

## あらすじ

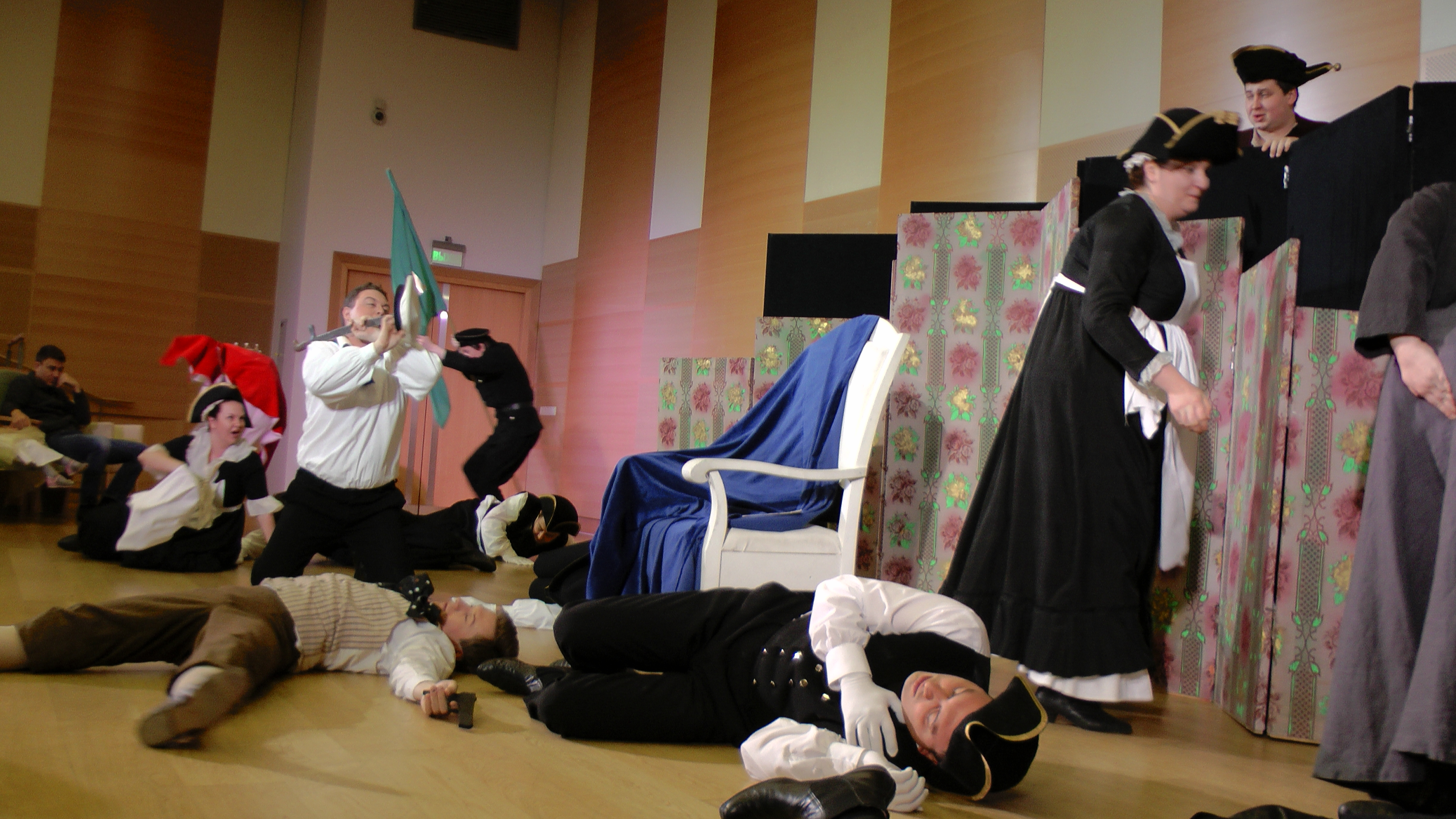
『巨人』の場面、2016年

このオペラは完全に散逸してしまったとみられるが、イスラエル・ネスティエフが音楽からいくつかの抜粋を引用している。
恐ろしい巨人が少女ウスティニアを攫おうとするが、友人であるセルゲーエフとエゴロフが善良な王の助けを得て彼女を救出する。しかし、プロコフィエフの母によると、オペラは最後に王が巨人に打ち負かされて終わっていたという。彼女は次のように書いている。「今の非常に厳格な君主制の下では、この構想は父なる体制の認可を得られませんでした。若い作曲家はこの検閲に大変に煩わされ、折り合いをつけた形での終結を書くことを承諾しなかったのです。」おそらくこれは初期稿に言及したものであると思われるが、研究はこの扱いづらい点について進展を見せていない。

## 評価
プロコフィエフはこう回想している。「リハーサルの監督を行ったのは私であったが（中略）私はあまりにも緊張していて舞台に登場すると間違ったパートを歌い始めてしまった。」にもかかわらず6人の聴衆は拍手を贈り、おじは「君のオペラが帝国の劇場で上演されるようになったなら、処女作が上演されたのは私の家だったということを思い出すんだ」との言葉をかけた。
アンドレイ・ネクラソフ（Andrey Nekrasov）によるプロコフィエフのテレビドキュメンタリー番組『The Prodigal Son』（1991年）には『巨人』の初演を「再現」した場面が登場する。しかし、実際はいとこのアンドレイが受け持ったはずの伴奏をプロコフィエフが行っている点で描写は不正確である。